# Daguerre (kráter)
Daguerre je kráter o průměru 46 km poblíž severního okraje Mare Nectaris. Na severozápad leží kráter Mädler a za ním na západ je výrazný Theophilus. Na severu  v kontinentální oblasti mezi moři leží kráter Isidorus.
Kráter byl zatopen lávovým proudem, takže v jihozápadní části valu vznikla mezera, která tomuto kráteru dodává tvar podkovy. Dno kráteru protíná lineární paprsek od Mädlera. Maximální výška valu je 1500 m.
Kráter byl pojmenován podle francouzského umělce a fotografa Louise Daguerra v roce 1935